# Tanja Svet
Tanja Svet (...) è un'ex sciatrice alpina slovena che gareggiò per la nazionale jugoslava.

## Biografia
Tanja Svet vinse il titolo nazionale jugoslavo nella discesa libera nel 1974; non debuttò in Coppa del Mondo e non prese parte a rassegne olimpiche o iridate.

## Palmarès

### Campionati jugoslavi
- 1 oro (discesa libera nel 1974)[1]